# Schloss Klafterbrunn
Das Schloss Klafterbrunn ist ein Schlösschen nördlich von Rotheau in der Gemeinde Eschenau in Niederösterreich.
Das unbedeutende Schloss, das eher ein Wirtschaftshof in der Ortslage Klafterbrunn war, befindet sich auf einer Anhöhe über der Traisen und war bereits im 18. Jahrhundert als Knabenerziehungsanstalt in Verwendung, war aber auch Holzessigfabrik. Im Adressbuch von Österreich wird im Jahr 1938 Prinzessin Margarete Fürstenberg als Eigentümerin genannt.